# 22 Orionis
22 Orionis (o Orionis) é uma estrela na direção da Orion. Possui uma ascensão reta de 05h 21m 45.75s e uma declinação de −00° 22′ 56.9″. Sua magnitude aparente é igual a 4.72. Considerando sua distância de 1289 anos-luz em relação à Terra, sua magnitude absoluta é igual a −2.91. Pertence à classe espectral B2IV-V.